# Серрано, Хавьер
Хавье́р Серра́но Марти́нес (исп. Javier Serrano Martínez; 16 января 2003, Мадрид, Испания), более известный как Ха́ви Серра́но (исп. Javi Serrano) — испанский футболист, полузащитник клуба «Атлетико Мадрид».

## Клубная карьера
Хави является воспитанником «Атлетико Мадрид»: он занимался в системе этого клуба с семилетнего возраста. 7 марта 2021 года он провёл первый матч за дублирующий состав «матрасников», это была встреча в рамках Сегунды B против «Райо Махадаонда». Всего в своём дебютном сезоне на взрослом уровне полузащитник принял участие в 8 играх третьей испанской лиги. Летом того же года главный тренер «Атлетико Мадрид» Диего Симеоне привлёк игрока к предсезонным матчам первой команды. Сезон 2021/22 Хави начал в «Атлетико B». Его официальный дебют за первый состав «матрасников» состоялся 3 ноября: в матче группового этапа Лиги Чемпионов против «Ливерпуля» он заменил Анхеля Корреа на 74-й минуте.

## Международная карьера
В 2019 году Хави дебютировал на международном уровне, отыграв 8 встреч за юношескую сборную Испании (до 16 лет). В том же году он провёл 2 игры в составе юношеской сборной до 18 лет. В 2019—2020 годах полузащитник принял участие в 7 встречах за национальную команду до 17 лет. С августа 2021 года Хави является членом юношеской сборной Испании до 19 лет.